# Zabukovje, Kranj
Zabukovje je naselje v Mestni občini Kranj.
Zabukovje je vas pod Svetim Joštom.